# Pseudantechinus
Pseudantechinus is een geslacht van buidelmuizen dat voorkomt in het midden en noordwesten van Australië. De wetenschappelijke naam van het geslacht werd in 1947 gepubliceerd door George Henry Hamilton Tate.

## Kenmerken
Het zijn vrij kleine roofbuideldieren met brede voeten. Deze dieren zijn te herkennen aan de oranje of kaneelkleurige vlekken achter de zeer grote oren en een vaak opgezwollen staart. Ze leven op de grond en eten insecten.

## Soorten
Dit geslacht omvat de volgende vijf soorten:
- Pseudantechinus bilarni (Johnson, 1954)
- Pseudantechinus macdonnellensis (Spencer, 1896) – Vetstaartbuidelmuis
- Pseudantechinus mimulus (Thomas, 1906)
- Pseudantechinus ningbing Kitchener, 1988
- Pseudantechinus woolleyae Kitchener & Caputi, 1988

## Soortenbeschrijving
De leden van dit geslacht werden vroeger in Antechinus geplaatst, maar in feite zijn ze nauwer verwant aan Dasyurini als de buidelmarters en de kamstaartbuidelrat. Tot het geslacht worden nu zes soorten gerekend, maar twee daarvan (P. bilarni) en (P. woolleyae) zijn mogelijk niet nauw verwant aan andere Pseudantechinus. In een genetisch onderzoek waar P. bilarni, P. woolleyae en P. macdonnellensis (de typesoort) werden opgenomen, bleek P. bilarni niet nauw verwant te zijn aan P. woolleyae en P. macdonnellensis, die wel samen een clade vormden.